# Mistrzostwa Polski w Łyżwiarstwie Szybkim w Wieloboju Sprinterskim 2013
32. Mistrzostwa Polski w wieloboju sprinterskim odbyły się w dniach 5-6 stycznia 2013 roku na torze COS w Zakopanem.

## Kobiety
| Pozycja | Zawodniczka              | Klub                       | 500 m | Pkt. | 1000 m | Pkt. | 500 m | Pkt. | 1000 m | Pkt. | Suma pkt. |
| ------- | ------------------------ | -------------------------- | ----- | ---- | ------ | ---- | ----- | ---- | ------ | ---- | --------- |
| 01 !    | Natalia Czerwonka        | MKS Cuprum Lubin           |       |      |        |      |       |      |        |      | 162,940   |
| 02 !    | Katarzyna Bachleda-Curuś | LKS Poroniec Poronin       |       |      |        |      |       |      |        |      | 163,630   |
| 03 !    | Karolina Domańska-Ksyt   | Pilica Tomaszów Mazowiecki |       |      |        |      |       |      |        |      | 170,240   |

## Mężczyźni
| Pozycja | Zawodnik        | Klub                   | 500 m | Pkt. | 1000 m | Pkt. | 500 m | Pkt. | 1000 m | Pkt. | Suma pkt. |
| ------- | --------------- | ---------------------- | ----- | ---- | ------ | ---- | ----- | ---- | ------ | ---- | --------- |
| 01 !    | Zbigniew Bródka | Błyskawica Domaniewice |       |      |        |      |       |      |        |      | 144,915   |
| 02 !    | Maciej Biega    | SKŁ Górnik Sanok       |       |      |        |      |       |      |        |      | 147,345   |
| 03 !    | Artur Nogal     | Nowy Marymont Warszawa |       |      |        |      |       |      |        |      | 148,360   |

## Biegi drużynowe

### Kobiety
| Pozycja | Klub                       | Zawodniczki                                                        | Rezultat |
| ------- | -------------------------- | ------------------------------------------------------------------ | -------- |
| 1.      | MKS Cuprum Lubin           | Natalia Czerwonka, Patrycja Zachariasz, Kaja Ziomek                | 1:36,52  |
| 2.      | Pilica Tomaszów Mazowiecki | Karolina Domańska-Ksyt, Aleksandra Dębkowska, Aleksandra Kapruziak | 1:37,28  |
| 3.      | LKS Poroniec Poronin II    | Urszula Włodarczyk, Magdalena Czyszczoń, Katarzyna Bachleda-Curuś  | 1:38,35  |

### Mężczyźni
| Pozycja | Klub                   | Zawodnicy                                                         | Rezultat |
| ------- | ---------------------- | ----------------------------------------------------------------- | -------- |
| 1.      | Nowy Marymont Warszawa | Piotr Puszkarski, Aleksander Puszkarski, Artur Nogal              | 1:25,33  |
| 2.      | SKŁ Górnik Sanok       | Maciej Biega, Kamil Ziemba, Marcel Drwięga                        | 1:27,12  |
| 3.      | AZS Zakopane           | Sebastian Druszkiewicz, Piotr Głowacki, Andrzej Gąsienica-Laskowy | 1:27,42  |